# Tiểu Hà
Tiểu Hà (chữ Hán giản thể: 小河区, bính âm: Xiǎohé Qū âm Hán Việt: Tiểu Hà khu) là một quận thuộc địa cấp thị Quý Dương, tỉnh Quý Châu, Cộng hòa Nhân dân Trung Hoa. Quận này có diện tích 38 km², dân số năm 2002 là 110.000 người. Mã số bưu chính của Tiểu Hà là 553009. Chính quyền quận đóng ở đường Hoàng Hà. Quận Tiểu Hà được lập tháng 1 năm 2000. Về mặt hành chính, quận này được chia thành 2 trấn: Tiểu Hà và Kim Trúc.